# Recitativ
Recitativ je skladateljski oblik koji često koriste opera, oratorij, kantata i slična djela. Recitativ je melodičan govor uz glazbenu pratnju. 
Recitativ je lako razlikovati od arije, jer su ritam i melodija recitativa uglavnom slični ritmu i melodiji običnog govora. Recitativ se koristi za pjevanje dijaloga ili monologa između arija, zborova ili drugih dionica kako bi radnja protjecala brže.
Recitativ često ima vrlo jednostavnu glazbenu pratnju, ponekad samo basso continuo (koji se nekad svodi samo na harfu) koji povremeno svira akorde. Pojmovi recitativo secco i recitativo accompagnato (ili recitativo strumentato) ponekad se koriste da bi se recitativ uz basso continuo razlikovao od recitativa uz orkestar.
Ova se riječ može koristiti i za dijelove instrumentalnih djela koji podsjećaju na glasovne recitative (na primjer, dijelove Beethovenove Klavirske sonate br. 17 (Oluja) i Klavirske sonate br. 31).